# Francolin à cou roux
Pternistis castaneicollis
Espèce
Statut de conservation UICN

 LC  : Préoccupation mineure
Le Francolin à cou roux (Pternistis castaneicollis) est une espèce d'oiseaux de la famille des Phasianidae.

## Distribution
Hauts plateaux de l’Éthiopie, se prolongeant vers l’est, sur les montagnes du nord-ouest de la Somalie.

## Sous-espèces
- F. c. castaneicollis  Salvadori, 1888 : nord de l’Éthiopie et nord-ouest de la Somalie, forme nominale dans laquelle sont incluses les anciennes formes F. c. bottegi Salvadori 1898, F. c. gofanus Neumann 1904, F. c. ogoensis Mackworth-Praed 1920 et F. c. kaffanus Grant & Mackworth-Praed 1934.
- F. c. atrifrons Conover, 1930 : sud de l’Éthiopie. Cette sous-espèce se différencie par une coloration générale moins rousse et plus crème, avec la face et le front noirs plus contrastés.

## Habitat
Ce francolin habite les clairières de forêt, les sous-bois, les formations de bruyères arborescentes (Erica), même brûlées, et les zones herbeuses entre 2 500 et 4 000 m au Kenya et en Éthiopie, de même que, en Somalie, les forêts sèches de genévriers à plus basse altitude (1 000-1 200 m). Les habitats les plus favorables sont les boisements mixtes d’Hagenia/Hypericum entre 3 100 et 3 500 m, pourvus d’un sous-bois humide dominé par des lis (Kniphofia) et des lobélies géantes (Lobelia) qui lui fournissent un couvert assez dense pour s’y nourrir et s’y réfugier en cas de danger (Madge & McGowan 2002, Hennache & Ottaviani 2011).

## Alimentation
Son régime alimentaire se résume à des graines et des insectes, y compris des termites, qu’il collecte aussi bien le matin que dans la journée, surtout si la végétation est mouillée. Il peut également glaner des graines (orge) dans les cultures (Urban et al. 1986).

## Mœurs
Le perchage a lieu généralement dans les arbres, plus rarement près du sol dans des arbrisseaux de bruyère. L’espèce est probablement sédentaire bien que l'on ait observé quelques individus quittant un habitat boisé pour visiter les champs cultivés (Urban et al. 1986).

## Voix
L’appel est transcrit comme un kawar-kawar puissant et criard, et un  kek, kek, kek, kerak  rauque, parfois émis en duo ou repris en chœur par plusieurs individus (Urban et al. 1986).

## Nidification
Elle s’étend d’octobre à mars en Éthiopie tandis qu’en Somalie elle a lieu en mai (période humide) et en décembre (période sèche). Le nid est un simple assemblage de matériaux déposé dans une petite cavité du sol mais bien dissimulé dans la végétation. Les jeunes restent avec leurs parents jusqu’à un certain stade de croissance, formant des groupes familiaux pouvant atteindre huit individus et suggérant une bonne réussite des couvées (Urban et al. 1986).

## Statut
L’espèce n’est pas considérée comme globalement menacée. Elle est même qualifiée de commune à abondante, voire très abondante dans les montagnes Bale et Arussi en Éthiopie. Elle semble plus commune à l’est de la Vallée du Rift qu’à l’ouest et plus rare en Somalie. Les populations semblent stables en Éthiopie mais la dégradation de son habitat en Somalie constitue certainement une menace (del Hoyo et al. 1994).